# Canal de Marseille au Rhône
Ne pas confondre avec le canal de Marseille, qui alimente en eau la ville depuis la Durance.

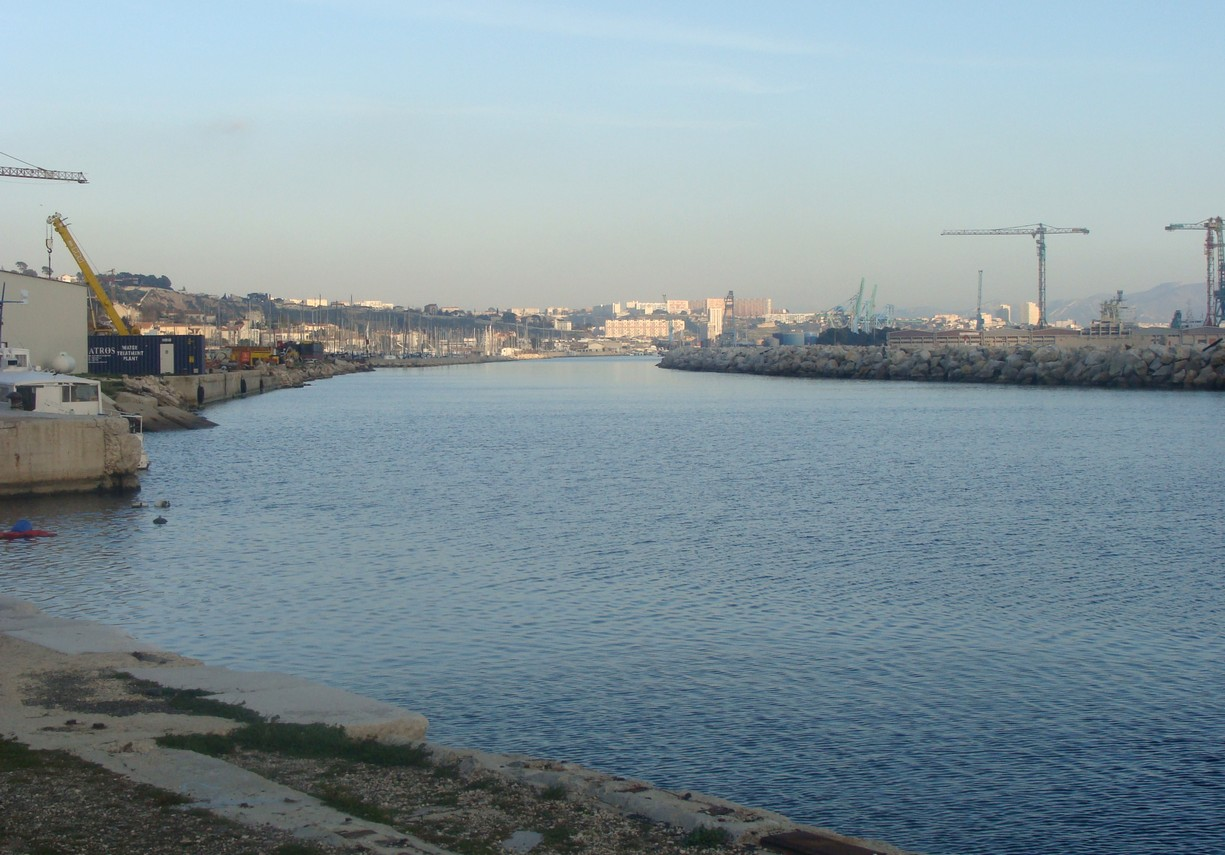
L'amorce du canal à l'Estaque.

Le canal de Marseille au Rhône est un canal maritime français reliant Marseille à Martigues, dans le département des Bouches-du-Rhône.
Il doit son nom au fait qu'il était relié, par l'intermédiaire du chenal de Caronte, à l'ancien canal d'Arles à Port-de-Bouc, établissant ainsi une liaison entre les ports nord de Marseille et le port fluvial d'Arles sur le Rhône. Cet itinéraire est aujourd'hui coupé par la zone industrielle de Fos-sur-Mer.

## Histoire

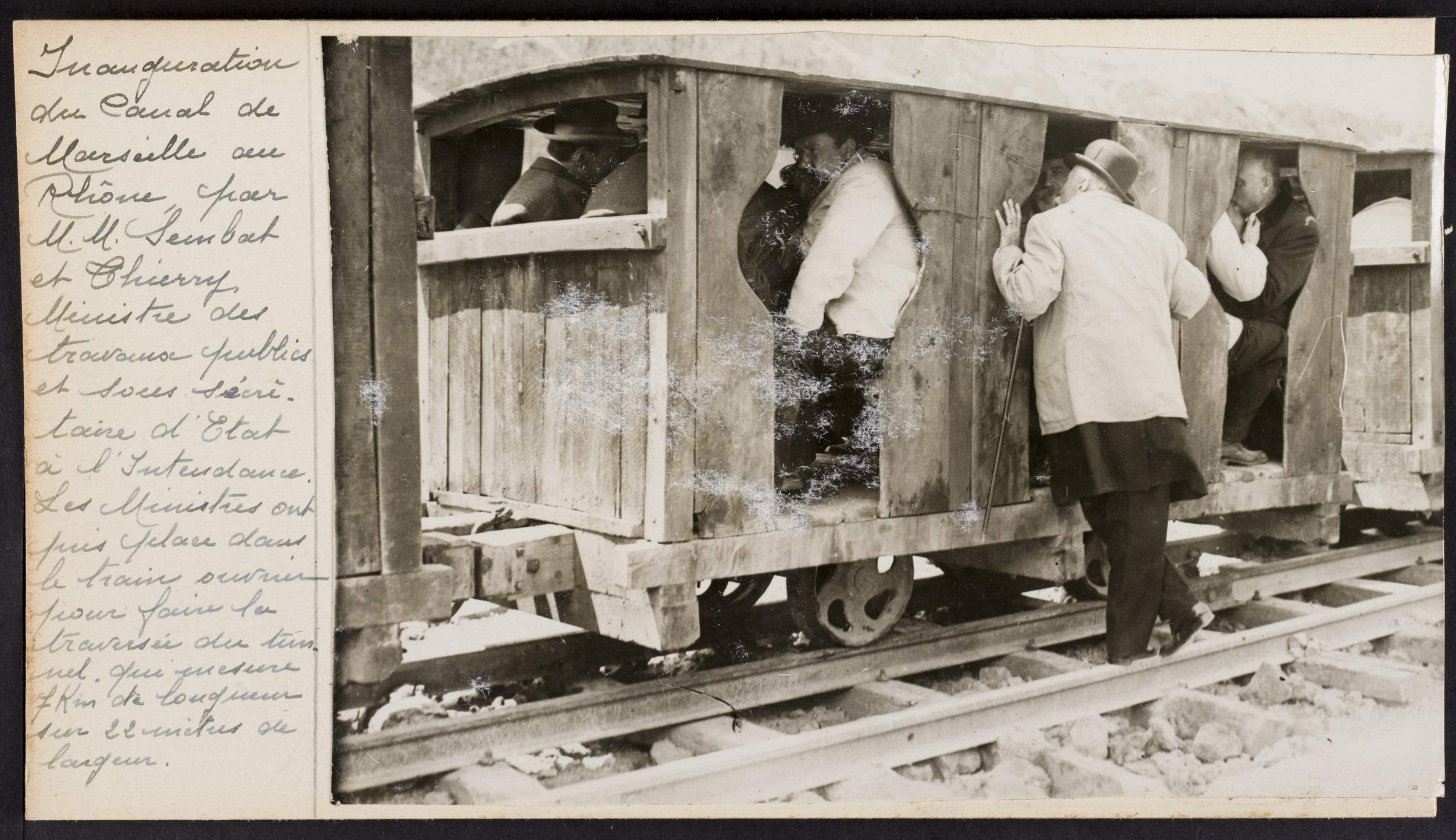
Inauguration du canal de Marseille au Rhône. Traversée du tunnel qui mesure 7 km de longueur sur 22 mètres de largeur.

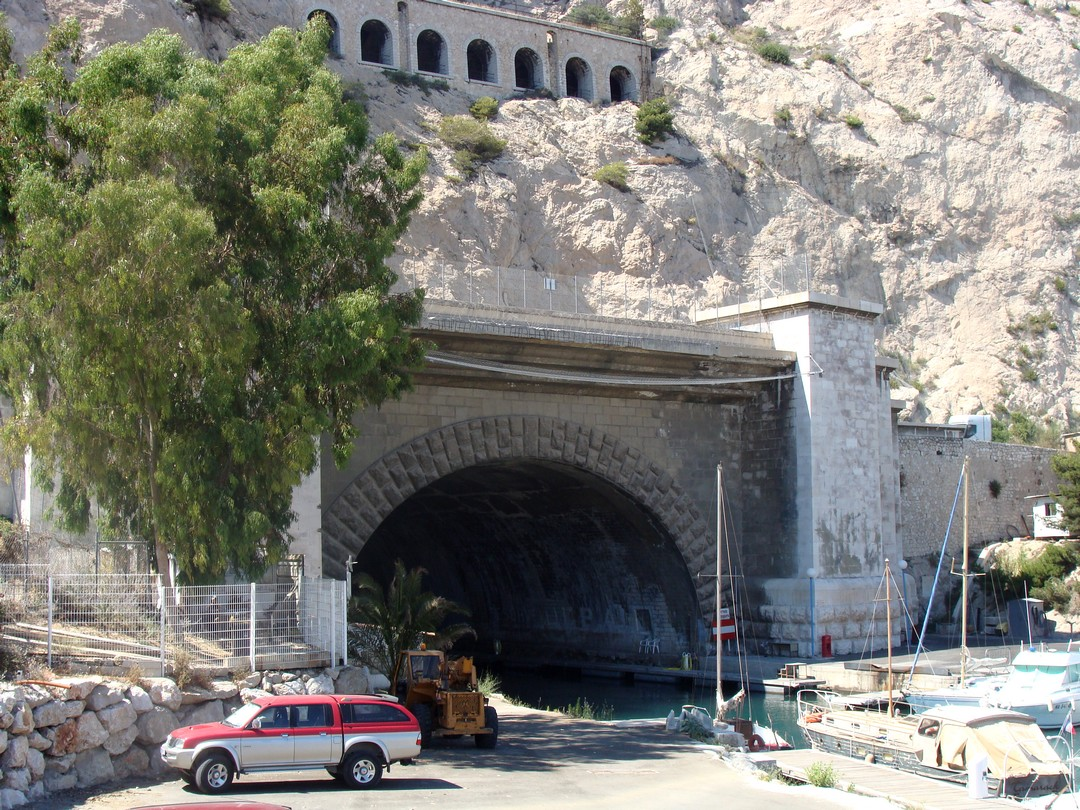
La tête sud du tunnel du Rove.

De tout temps, la voie fluviale est un moyen de communication essentiel entre Marseille et le nord de la France. Mais l'accès depuis Marseille à l'embouchure du Rhône par la mer devait se faire par des embarcations aptes à la navigation maritime et donc nécessitait un transbordement une fois le fleuve atteint. L'idée d'un canal qui relierait Marseille au Rhône par l'intérieur des terres est avancée dès le XVIIe siècle. La principale difficulté était de franchir la barrière que constitue le chaînon montagneux de l'Estaque qui sépare Marseille de l'étang de Berre. Ce n'est qu'au début du XXe siècle que le percement d'un tunnel est entrepris. Des prisonniers de guerre allemands participent au creusement du tunnel au cours de la Première Guerre mondiale dans des conditions de travail pénibles et dangereuses. Le tunnel du Rove est mis en eau en 1925, permettant de réaliser enfin cette liaison. Le 17 juin 1963, un effondrement s'est produit dans le tunnel, qui est depuis lors fermé à tout trafic.

## Description

### De Marseille à Martigues

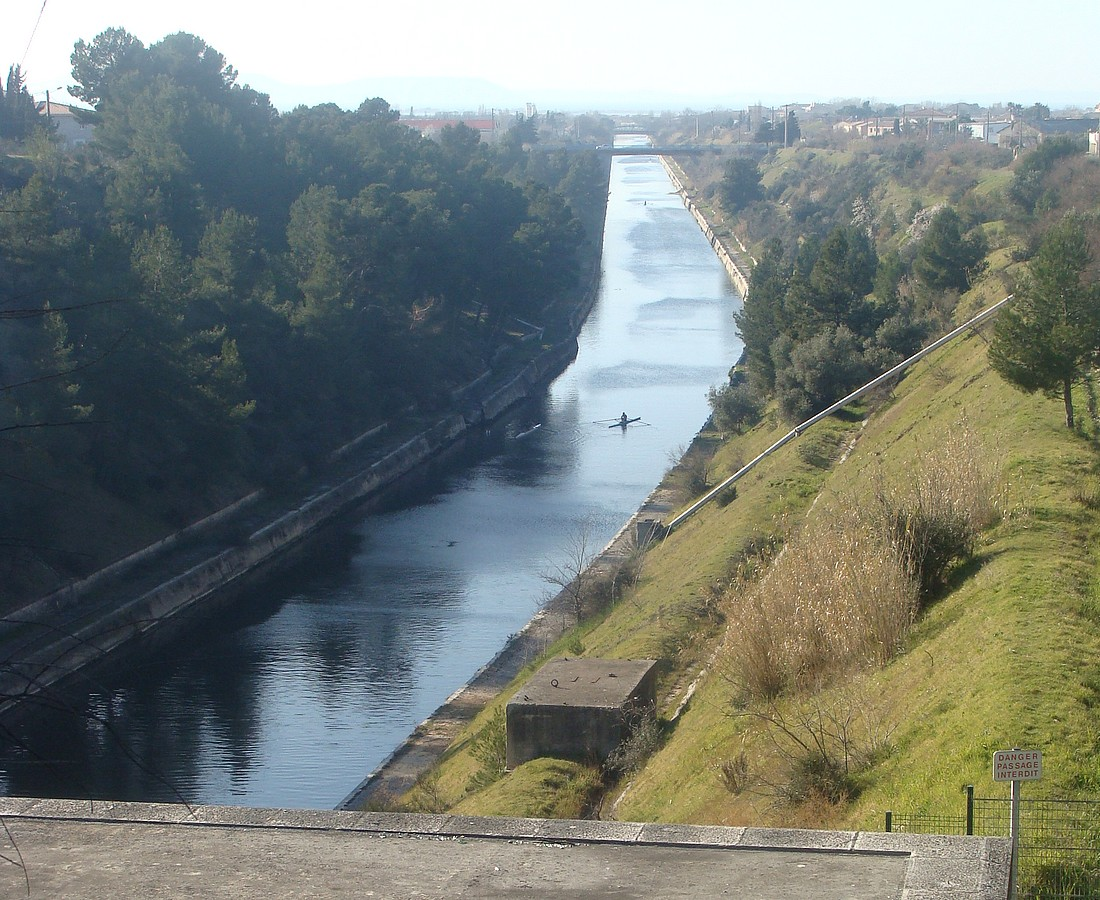
La tranchée de Marignane.

Le canal de Marseille au Rhône proprement dit a son origine au port maritime de l'Estaque, dans la commune de Marseille, abrité du large grâce à une digue imposante. Il longe un moment la côte, jusqu'après le petit port de la Lave, aujourd'hui port de plaisance, avant d'emprunter à partir de là le tunnel du Rove, qui lui permettait de passer sous la chaîne de l'Estaque avant l'éboulement l'ayant obstrué en 1963. Il traverse en tranchée la partie sud de la commune de Marignane, franchi par seulement deux ponts, et rejoint la rive sud de l'étang de Bolmon. Il passe entre cet étang et les « paluns » (marais) de Marignane et de Châteauneuf-les-Martigues, jusqu'à l'extrémité ouest du cordon du Jaï, où un pont le franchit. De ce point jusqu'à Martigues, il suit la rive sud de l'étang de Berre, dont il reste séparé par une digue, seulement interrompue à la pointe de la Mède. À la hauteur de la raffinerie il est barré par un barrage anti-pollution. Il atteint Martigues par le sud-est. Sa longueur sur ce parcours est d'environ 27 kilomètres.

### De Martigues à Fos

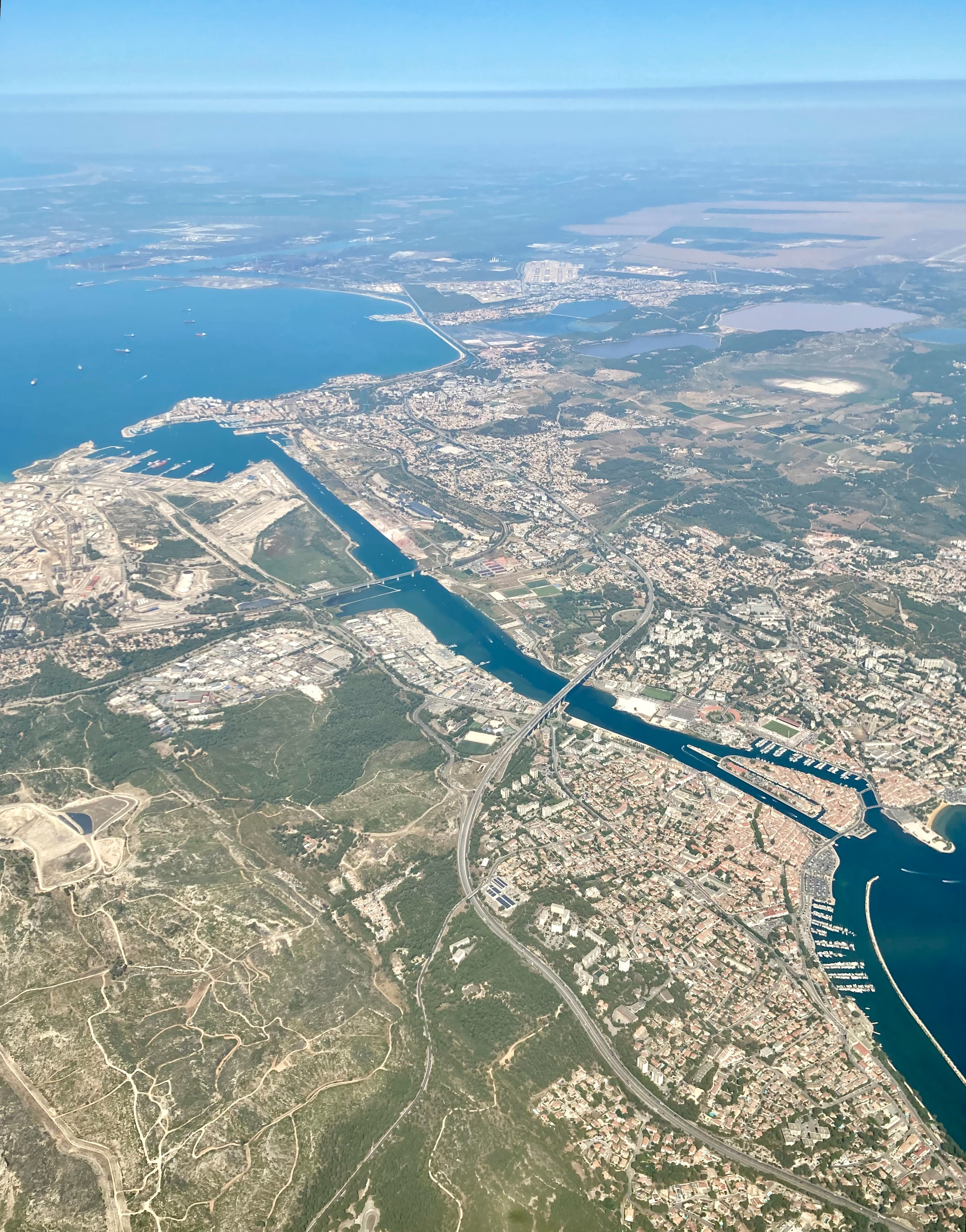
Vue aérienne de la passe de Caronte

L'accès à la passe de Caronte se fait par deux bras entourant l'île de Martigues : le canal Baussengue au nord, et le canal Galliffet au sud. À l'entrée de ces canaux, trois ponts mobiles avaient été installés pour permettre leur franchissement par la circulation urbaine et néanmoins permettre le passage occasionnel des pétroliers desservant les raffineries de Berre et de la Mède depuis le golfe de Fos. Les deux ponts de Ferrières, au nord, ont été remplacés par des ponts fixes, et le pont tournant de Jonquières, au sud, par un pont basculant. Le chenal passe ensuite sous un viaduc autoroutier puis sous le grand pont ferroviaire de Caronte, avant d'atteindre le port de Bouc, sur la rive nord de la passe. Il traverse la ville de Port-de-Bouc en tranchée, puis longe le golfe de Fos sur 4 kilomètres, protégé par une digue imposante. Il est interrompu par les installations de la zone industrielle de Fos-sur-mer. Ce parcours totalise environ 13 kilomètres.

### De Fos au Rhône
Le tronçon nord du canal d'Arles à Port-de-Bouc est toujours en service, géré par l'État. Partant de la pointe de la grande darse de la zone de Fos, il s'oriente nord-nord-ouest, entre le grand Rhône et la plaine de la Crau, jusqu'au port fluvial d'Arles. Ce parcours couvre un peu plus de 30 kilomètres. Un embranchement de 2 kilomètres, dit canal Saint-Louis, ou canal du Rhône à Fos, a été creusé entre le canal à sa sortie de la zone de Fos et le Rhône à la hauteur de Salin-de-Giraud.